# Керван
Керван (на френски: caravane, от на персийски: كاروان, кар(е)ван, вероятно от кюрдски, kar, мисия и van, хора или на санскрит karabhah – млада камила или слон) представлява група пътешестващи хора с цел търговия, поклонничество или други цели. Групата е съставена от хора и техните животни с цел съвместен преход в сурови и опасни местности. Животните, използвани за преход на керваните, са камили, магарета, коне, мулета и катъри.
С времето керваните отмират, като практика, но продължават да се ползват на някои места и до XX-XXI век.
В популярните представи керванът представлява дълга върволица натоварени животни, придвижващи се в пустините и степите на Средна Азия, Близкия изток и Сахара. В тези райони на света това дълго време е основно средство за транспорт, търговия и комуникации. Керванът обикновено се оглавява от предводител и разполага с въоръжена охрана.

## История
Най-известният маршрут, при който са използвани кервани, е Пътят на коприната, осигуряващ търговски коридор между Китай и Близкия изток.
През България също са преминавали кервани, което се потвърждава и от топонимът на селището Камилски дол  (на турски: deve, камила, а името му - Деве дере) в Източните Родопи, намиращ се в пряка връзка с преминаващите камилски кервани от Цариград до Ортаккьой (сега - Ивайловград).
През 80-те години на 20. век, по време на войната в Афганистан, са използвани кервани от муджахидините за пренос на оръжия и боеприпаси през границата с Пакистан. Също така в Югоизточна Азия с кервани се пренасят в някои случаи наркотици.